# Concerto pour piano de Willem Pijper

Le Concerto pour piano et orchestre (K. 75) de Willem Pijper a été composé en 1927.
Willem Pijper était aussi un pianiste. Il compose un unique concerto pour cet instrument en 1927. La partition est publiée par Oxford University Press en 1931.
Cette œuvre est connue pour son ouverture frappante. Son exécution dure à peu près douze minutes.

## Discographie
- Hans Henkemans et l'orchestre royal du Concertgebouw dirigé par Eduard van Beinum en 1954 (Naxos Classical Archives).
- Ronald Brautigam et le Netherlands Radio Symphony Orchestra dirigé par Jac van Steen.
- Theo Bruins et l'Orchestre philharmonique de Rotterdam dirigé par Roelof van Driesten (Donemus).